# Новоурлядинский
Новоурлядинский — посёлок в Верхнеуральском районе Челябинской области России. Входит в состав Сурменевского сельского поселения.

## История
В 1963 г. решением исполнительного комитета Челябинского (сельского) областного совета депутатов трудящихся зарегистрирован населенный пункт при 8-м отделении Карагайского совхоза посёлок Новоурлядинский.

## Население
| 2002 | 2010 |
| ---- | ---- |
| 136  | ↘79  |